# Dinheiro, Sexo, Drogas e Violência de Costa a Costa
Dinheiro, Sexo, Drogas e Violência de Costa a Costa é a primeira mixtape, e, até o momento, único trabalho, do grupo brasileiro de rap Costa a Costa, lançada em 2007 de forma independente.

## Lançamento
A mixtape conta com 23 faixas e marca a estreia, e, até o momento, o único trabalho, do Costa a Costa, que se formou em 2005.

## Faixas
| Edição Padrão |                                         |         |  |
| N.º           | Título                                  | Duração |  |
| 1.            | "Intro – No Melhor Lugar"               | 3:01    |  |
| 2.            | "Enquanto Num Vim"                      | 6:50    |  |
| 3.            | "Só Função (Remix)"                     | 3:20    |  |
| 4.            | "Necessário"                            | 4:25    |  |
| 5.            | "Não é Fácil"                           | 3:47    |  |
| 6.            | "Vive Agora (Parte 1)"                  | 3:57    |  |
| 7.            | "Interlúdio – Pronto Pro Jogo"          | 0:38    |  |
| 8.            | "Jogo da Noite"                         | 4:37    |  |
| 9.            | "O Mundo é Nosso (Parte 1)"             | 5:00    |  |
| 10.           | "Fé em Dobro"                           | 3:49    |  |
| 11.           | "Interlúdio – Do Gueto Pro Gueto"       | 0:56    |  |
| 12.           | "Justificativa"                         | 4:59    |  |
| 13.           | "Seus Olhos"                            | 3:50    |  |
| 14.           | "Mel e Dendê (Remix) (com Lívia Cruz)"  | 4:07    |  |
| 15.           | "Amar é Bom"                            | 3:28    |  |
| 16.           | "Interlúdio – Dunego (com Regina Cazé)" | 0:40    |  |
| 17.           | "Costa Rica"                            | 3:39    |  |
| 18.           | "Boa Noite Cinderela"                   | 4:14    |  |
| 19.           | "Ela Mexe"                              | 3:42    |  |
| 20.           | "Interlúdio – Dunego Ídolos"            | 1:26    |  |
| 21.           | "Interlúdio – Cidade da Grana"          | 0:43    |  |
| 22.           | "Querem se Lombrar"                     | 3:47    |  |
| 23.           | "Vai Tomar no Cú, Falô!? (Parte 1)"     | 4:19    |  |